# Martinjščica (Stržen)
Martinjščica je pritok potoka Žerovniščica, ki teče po Cerkniškem polju in se kot desni pritok izliva v Stržen, ki polni Cerkniško jezero. Potok je dobil ime po naselju Martinjak.